# Genesio di Brescello
Genesio di Brescello (... – Brescello, 399) è stato un vescovo italiano.

## Agiografia
Le uniche notizie biografiche che conosciamo su Genesio derivano da una fonte assai sospetta, la Revelatio beati Genesii episcopi, redatta nella seconda metà del X secolo in occasione della ricostruzione del borgo di Brescello da parte del fondatore della dinastia canossiana, Adalberto Azzo.
Genesio venne inviato da sant'Ambrogio nell'anno 388 (ma la data è controversa) a reggere la diocesi di Brixellum, a quel tempo fiorente municipium romano, situato alla confluenza del torrente Enza nel Po, sotto la cui giurisdizione ecclesiastica ricadevano anche il territorio e la città di Parma.
Ben poco si conosce del suo ministero pastorale, conclusosi con la morte avvenuta nel 399, se non che fu molto attivo nel contrastare l'eresia ariana e ottimo "redentore di anime", qualità che già all'epoca gli valsero la fama di santo e la qualifica di "confessore" della Chiesa.

## Culto
Due secoli dopo la sua scomparsa, Brescello venne coinvolta nella lunga guerra tra Longobardi e Bizantini, con una prima devastazione nel 585 ad opera del re longobardo Autari e la definitiva distruzione nel 603, per mano dei bizantini in ritirata di fronte all'incalzare del re Agilulfo. L'opera devastatrice fu completata dalle alluvioni del Po, rimasto senza opere di contenimento. Decadde la città e con essa anche la sede vescovile, traslata per necessità a Parma, ma non la memoria del suo primo vescovo. Infatti nella seconda metà del X secolo Adalberto Atto di Canossa, detto "Attone", decise di far rinascere Brescello, per la sua posizione strategica nel controllo dei traffici lungo il Po e affidò al santo vescovo Genesio il patrocinio celeste sul nuovo borgo fortificato. Proprio nella fase di ricostruzione venne ritrovata all'interno dei ruderi di una basilica tardo-romana l'urna con i resti mortali del Santo, che furono conservati in un primo tempo presso la chiesa dell'abbazia benedettina di Brescello, titolata a San Genesio; a partire dalla seconda metà del Cinquecento, quando l'abbazia venne demolita per far posto alla nuova cinta muraria, le spoglie furono traslate in una cappella della chiesa parrocchiale di Brescello, dove sono tuttora conservate.
Come dimostrano certi microtoponimi antichissimi (vedi San Genesio di Stienta), il culto di San Genesio vescovo ebbe nel Medioevo una certa diffusione nell'area padana, probabilmente ad opera dei benedettini di Brescello, la cui fiorente abbazia ebbe beni dislocati in tutto il dominio canossiano.
La festa di San Genesio patrono di Brescello si celebra il 25 agosto, ricorrenza anche di altri due santi di nome Genesio: il mimo di teatro, martire sotto Diocleziano, e il vescovo di Arles; questa coincidenza nel corso dei secoli ha contribuito a confondere l'identità del meno noto vescovo di Brescello.